# Izvoarele (Olt)
Izvoarele è un comune della Romania di 3 706 abitanti, ubicato nel distretto di Olt, nella regione storica della Muntenia. 
Il comune è formato dall'unione di 2 villaggi: Alimănești e Izvoarele.